# Tadeusz Chrzanowski (reżyser)
Tadeusz Samuel Chrzanowski (ur. 18 października 1903 w Gradowie, zm. w styczniu 1972) – polski reżyser filmowy i teatralny, scenarzysta i producent filmowy.

## Życiorys
W latach przedwojennych związany był głównie z przemysłem filmowym, choć zdarzało mu się również reżyserować stuki teatralne (m.in. w Teatrze Nowym w Poznaniu w 1937 roku). W 1928 roku poślubi aktorkę Lilianę Zielińską (1904-1944). 
Po zakończeniu wojny powrócił do pracy scenicznej, reżyserując w Warszawie (Teatr Maska, Teatr Melodia w 1944 roku) oraz Łodzi (Teatr Gong, 1946). Był również autorem sztuk teatralnych (Japoński rower, Kobiety nad przepaścią, Smak życia).

## Filmografia
- Kule, które nie trafiają (1923) - reżyseria, scenariusz
- Awantury miłosne panny D. (1923) - reżyseria
- Sztabskapitan Gubaniew. Golgota ziemi chełmskiej (1930) - reżyseria, scenariusz, produkcja
- Awanturki jego córki (1934) - reżyseria, scenariusz, produkcja
- Za zasłoną (1938) - reżyseria